# 長崎俊一
長崎 俊一（ながさき しゅんいち、1956年6月18日 - ）は、日本の映画監督。妻は女優の水島かおり。

## 経歴
神奈川県横浜市出身。栄光学園の高校生だった頃から、8ミリ映画の製作に取り組み、文化祭で上映するなどしていた。小説家の保坂和志とは同級生であり、映画制作仲間でもあった。
日本大学藝術学部映画学科に在学中の1978年、『ユキがロックを棄てた夏』を監督する。同作は、現在のぴあフィルムフェスティバルの前身である第2回ぴあ展「自主制作映画展」で入賞した。
1980年、秋からATG作品『九月の冗談クラブバンド』の撮影に入るが、事故で負傷し撮影を中断する。1982年、劇場用映画の初監督作品『九月の冗談クラブバンド』が公開される。1986年、日本人では初めてサンダンス・インスティテュートに招かれ、研修の機会を得た。
1991年、『誘惑者』がサンダンス映画祭にて上映される。2005年、山崎まさよし主演の『8月のクリスマス』を手がける。

## フィルモグラフィー

### 映画
- 夢子惨死（1977年） - 監督・脚本・製作
- ユキがロックを棄てた夏（1978年） - 監督・脚本・製作・編集
- クレイジィ・ラブ（1978年） - 監督・製作
- ハッピーストリート裏（1979年） - 監督・脚本・製作・編集
- 映子、夜になれ（1979年） - 監督・脚本・製作
- 風たちの午後（1980年） - 脚本・製作
- 闇打つ心臓（1982年） - 監督・脚本
- その後（1982年） - 監督・脚本
- 九月の冗談クラブバンド（1982年） - 監督・脚本・編集
- ロックよ、静かに流れよ（1988年） - 監督・脚本
- 妖女の時代（1988年） - 監督
- 誘惑者（1989年） - 監督
- 三月のライオン（1992年） - 出演
- J MOVIE WARS ワイルドサイド（1993年） - 監督・脚本
- ナースコール（1993年） - 監督
- ロマンス（1996年） - 監督・脚本
- ドッグス（1997年） - 監督・脚本・編集
- 死国（1999年） - 監督
- 柔らかな頬（2000年） - 監督・脚本[10]
- 闇打つ心臓 Heart, beating in the dark（2005年） - 監督・脚本[11][12]
- 8月のクリスマス（2005年） - 監督・脚本
- 黒帯 KURO-OBI（2006年） - 監督
- 西の魔女が死んだ（2008年） - 監督・脚本
- 少女たちの羅針盤（2011年） - 監督
- 唇はどこ?（2015年） - 監督
- いつか、いつも……いつまでも。（2022年） - 監督[13]

### テレビドラマ・配信
- 最期のドライブ 富山長野女子高生・OL連続誘拐殺人事件（1992年、フジテレビ）- 監督
- 李歐（2001年、WOWOW） - 監督
- 撃てない警官（2016年1月 - 2月、WOWOW） - 監督
- 居酒屋ふじ（2017年7月 - 9月、テレビ東京） - 監督
- MAGI -天正遣欧少年使節-（2018年、AMAZON PRIME VIDEO）- 監督
- 神酒クリニックで乾杯を（2019年1月 - 3月、BSテレ東） - 監督
- まぐだら屋のマリア（2025年3月、NHK BSプレミアム4K） - 演出

### オリジナルビデオ
- 夜のストレンジャー 恐怖（1991年） - 監督・脚本